# Valeriana stenoptera
Valeriana stenoptera là một loài thực vật có hoa trong họ Kim ngân. Loài này được Diels miêu tả khoa học đầu tiên năm 1912.